# طوطی نوک‌کلفت
طوطی نوک‌کلفت (نام علمی: Rhynchopsitta pachyrhyncha) یک طوطی با جثه متوسط بومی مکزیک است که در گذشته در جنوب غرب ایالات متحده بود. موقعیت آن در تبارزایی طوطی‌ها موضوع بحث همیشگی است. گاهی از آن به عنوان مکائو نوک‌کلفت یا کونور نوک‌کلفت یاد می‌شود. در مکزیک، به‌طور محلی به آن گواکامایا ("ماکائو") یا cotorra serrana ("طوطی کوهستانی") می‌گویند. این طوطی در سطح بین‌المللی در اتحادیه بین‌المللی حفاظت از طبیعت به عنوان «در خطر انقراض» طبقه‌بندی شده‌است، کاهش طوطی نوک‌کلفت در میان بحث‌های مدیریت حیات وحش بوده‌است. در سال ۲۰۱۸، جمعیت وحشی تخمین زده شده آن در مکزیک ۱۷۰۰ نفر بود.

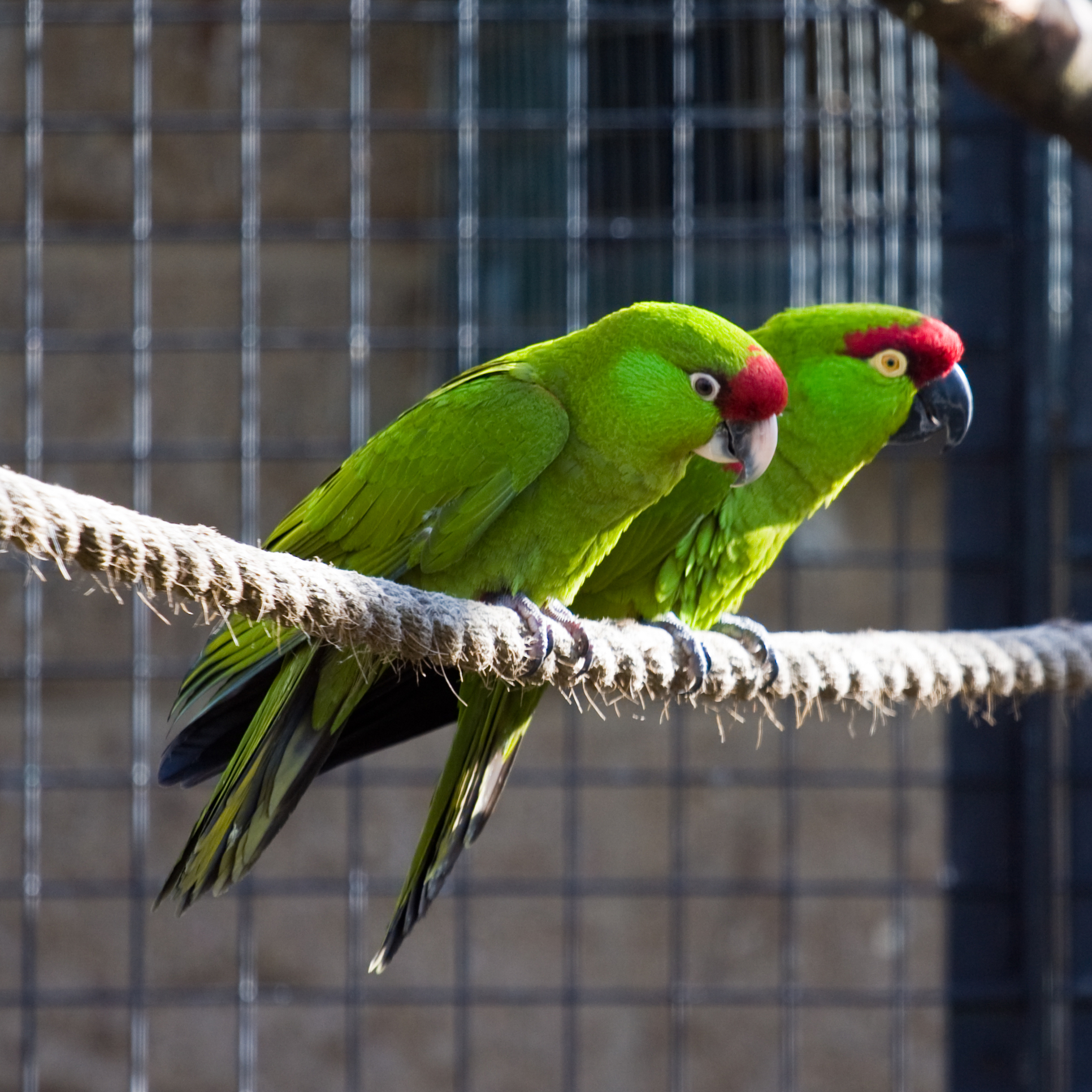
نوجوان (نوک رنگ‌پریده) و بالغ (نوک تیره) در باغ وحش Twycross، انگلستان